# Samgurali Tsqaltubo
El FC Samgurali Tsqaltubo (en georgià: ს.კ. სამგურალი წყალტუბო) és un club de futbol de Geòrgia, que competeix actualment a la Erovnuli Liga.

## Història
El club va ser fundat l'any 1945 amb el nom de FC Medic a la ciutat de Tsqaltubo i durant el període de la República Socialista Soviètica de Geòrgia, després de canviar l'any 1983 el seu nom a Shadrevani 83, va guanyar la lliga regional tres anys i també va guanyar la Copa regional dos cops, tots durant la dècada dels 80, convertint-se en un dels equips més forts de la dècada a Geòrgia.
Després de la caiguda de la Unió Soviètica i la independència de Geòrgia, el Samgurali Tsqaltubo va ser un dels equips fundadors de la Umaglesi Liga l'any 1990. Es va mantenir a primera divisió sis temporades consecutives però la 1994/95 va baixar, tot i que només va estar una temporada a segona. La temporada 1999/2000 va baixar a segona i ara sí va arribar una dècada complicada ja que durant quatre anys el club va deixar d'existir.
El 2010 l'equip va tornar a pujar a segona i va romandre nou temporades consecutives, estant molt a prop de l'ascens algun any però sense aconseguir-ho i acabant, finalment, baixant a la tercera divisió l'any 2018.
Malgrat això, nous propietaris van comprar el club l'estiu de 2019 amb un nou projecte molt ambiciós. De fet, aquella primera temporada van tornar a segona divisió i un any més tard s'estrenaven a la Erovnuli Liga després de vint anys sense jugar a primera..Aquest doble ascens en dos anys consecutius es va aconseguir amb l'entrenador Ucha Sosiashvili.
Gràcies al gran número de gols marcats a la lliga, el davanter Sergo Kukhianidze es va convertir en el primer jugador de Samgurali que va ser convocat per a la selecció nacional per a partits amistosos el juny de 2021.
Malgrat haber participat diverses temporades a primera divisió, de moment no ha aconseguit guanyar mai la lliga ni tampoc la copa, tot i haver estat molt a prop quedant segon en tres ocasions (1999, 2020 i 2021), perdent dues finals a la tanda de penals i la tercera per 1-0.

## Palmarès

#### República Socialista Soviètica de Geòrgia
- Lliga Soviètica Georgiana (3): 1983, 1985, 1989
- Copa Soviètica Georgiana (2): 1988, 1989

#### Geòrgia
- Pirveli Liga (1): 1996

#### Individuals
Amb 41 gols marcats la temporada 1992/93, Merab Megreladze ha estat el màxim golejador no només de la història de Samgurali, sinó també de la màxima divisió de futbol georgiana des de la seva creació el 1990.